# Tresserra (Capolat)
Tresserra és una masia del municipi de Capolat (Berguedà) inclosa en l'Inventari del Patrimoni Arquitectònic de Catalunya. Es tracta d'una obra del s. XVIII, corresponent al moment de màxima explotació del camp català.

## Descripció
És una masia de planta rectangular coberta a dues aigües de teula àrab amb el carener perpendicular a la façana, orientada a ponent. L'edifici està estructurat en planta baixa i dues plantes superiors. Està situada en un desnivell, així a la façana principal només trobem dues alçades i als laterals, tres. Les obertures són petites, allindanades i disposades de forma periòdica. El parament és de pedres irregulars, de diverses mides sense treballar i unides amb morter.